# Grupo Vocal Universo
El Grupo Vocal Universo es un grupo de música, surgido en la década de 1970, y que integra el movimiento del canto popular uruguayo.

## Historia
El grupo nace en el año 1973 en la localidad de Toledo, departamento de Canelones, Uruguay.
Su primera actuación importante fue en el Segundo Festival Nacional de Folclore - «Todo el Uruguay Canta en Durazno» de 1974, en el cual obtuvieron el 1.er puesto.
Integraron el movimiento del canto popular uruguayo de la segunda mitad de la década de 1970, participando en numerosas «peñas» y espectáculos masivos. Compartiendo actuación con importantes figuras del Canto Popular como, Carlos Benavides, Larbanois & Carrero, Abel García, Los que Iban Cantando, Santiago Chalar, Eduardo Darnauchans, Los Zucará, etc. En «La Cava» Café concert participó de un espectáculo conjuntamente con: «Los Eduardos» (Eduardo Larbanois, Eduardo Lagos), Carlos Benavides, Carlos Cresci («El Gaucho Solo»), Elías Turubich y Washington Benavides, con una permanencia de cartel de tres meses con cinco funciones semanales y gran éxito de público.
Estas actuaciones, sumadas a un estilo propio, con cuidados arreglos vocales, cierta innovación a nivel instrumental y la selección de su repertorio, lograron consolidarlo como uno de los grupos pioneros en la reconstrucción del canto popular uruguayo, luego de su fuerte declive de años anteriores.

## Integración original
- Sergio Techera (voz, guitarra y arreglos)
- Washington Luzardo (voz, guitarra y arreglos)
- Walter Luzardo (voz y accesorios de percusión)
- Ramón Nuñez (voz y accesorios de percusión)
- Jorge Leguizamón (voz y guitarra)

Formación original (1973): Sergio Techera (voz, guitarra y arreglos; Washington Luzardo (voz, guitarra y arreglos); Walter Luzardo (voz y accesorios de percusión); Ramón Núñez (voz y accesorios de percusión) Jorge Leguizamón (voz y guitarra) A mediados de 1974 abandonan el grupo Sergio Techera y Jorge Leguizamón, ingresando Santos Piñeyro. 
El lugar de la voz de barítono que ocupara Ramón Núñez es el que tuvo mayores cambios a través del tiempo. En 1978 Núñez se retira dando paso a Tabaré Aguiar, este a su vez es suplantado por Juan Antonio Rubí en 1980, lugar que abandona a fines de 1981 dando ingreso ingreso de Maorik Techeira. 
En 1982 ingresa Jorge Burgos, que desempeña como músico y cantante, y junto a Washington Luzardo participa en los arreglos musicales. 
En la última etapa (hasta 2011), el grupo estuvo integrado por Santos Piñeyro, Víctor Cocina, Cacho Hernández y Washington Luzardo en voces y Martín Luzardo, (teclados desde 2005), Alexi Darrosa (bajo eléctrico), y Andrés Arrillaga (batería). 
También formaron parte del grupo en diferentes etapas: Cacho Badín, Johnny Roldán, Carlos Alberto Rodríguez, Pablo Taranto, Pablo Cabrera, entre otros.

## Discografía

### Discos de larga duración
- A la manera de nosotros (Orfeo SULP 90592. 1975)
- Somos... (Orfeo SULP 90602. 1976)
- Amaneciendo (Orfeo SULP 90616 1978)
- Cantar humano (RCA Victor LPUS 319. 1980)
- Universo 82' (RCA Victor LPUS 401. 1982)
- Antología (RCA Victor. 1983)
- Diez años (La Batuta LBC 010 y LBD 010. 1983)
- Respuesta (RCA Victor LPUS 435. 1984)
- Un gran baile (Orfeo SCO 90870. 1987)
- El regreso (Sondor. 2005)
- La esperanza (Montevideo M. G.2010

### Reediciones y recopilaciones
- La magia / 25 años (álbum que contiene la reedición del disco "Diez años" y "Mi cajita de música" de Maorik Techeira. Obligado Records. 1999)

### Obras colectivas
- Canto nuestro (junto a Julio Mora, Santiago Chalar y Carlos María Fossati, entre otros. Sondor. 1977)
- Alborada (Sondor. 1978)
- Candombe (Sondor. 1980)
- Carnaval (Sondor. 1980)
- Canto popular uruguayo (junto a Washington Carrasco y Cristina Fernández. RCA Victor TLP-50026. 1982)
- Antología del folklore (álbum doble. Montevideo Music Group. 2001)
- 40 canciones revolucionarias I y II (álbum doble. Montevideo Music Group. 2006)
- 40 canciones revolucionarias III y IV (álbum doble. Montevideo Music Group. 2006)
- Antología del candombe (álbum doble. Montevideo Music Group. 2006)

- Datos: Q5886496